# Корита (Требње)
Корита (словен. Korita) је насељено место у општини Требње, регија Југоисточна Словенија, Словенија.

## Историја
До територијалне реорганизације у Словенији била су у саставу старе општине Требње.

## Становништво
У попису становништва из 2011. године, Корита је имала 79 становника.
| Број становника према пописима | Број становника према пописима | Број становника према пописима |
| ------------------------------ | ------------------------------ | ------------------------------ |
| 1991                           | 2002                           | 2011                           |
| 84                             | 80                             | 79                             |